# Маркета Пршемисловна (Дагмар Датска)
Маркета Пршемисловна, известна и като Дагмар Датска, е чешка принцеса и датска кралица – първа съпруга на датския крал Валдемар II.

## Биография
Родена е ок. 1186 г. Дъщеря е на чешкия крал Отокар I и на първата му съпруга – германската принцеса Аделхайд фон Майсен.
През 1197 бащата на Маркета получава кралска корона, но на следващата година се развежда с Аделхайд, за да се ожени за унгарската принцеса Констанция Арпад, а Аделхайд и дъщерите ѝ са изгонени от Чехия. Оттогава майката на Маркета започва дълга борба за оспорване каноничността на развода пред папския престол. През 1205 г. Аделхайд дори временно се завръща в чешкия двор. По това време Отокар I урежда брак между Маркета и датския крал Вардемар II. След като втората съпруга на Отокар ражда син, Аделхайд и дъщерите ѝ отново са принудени да напуснат Чехия.
Маркета се омъжва за датския крал в Любек, през 1205 г. В Дания тя приема датското име Дагмар и става изключително популярна сред датчаните. През 1209 Дагмар ражда син – Валдемар.
Дагмар умира в Рибе при раждането на второто си дете, около 1212/1213 г. След смъртта ѝ датският крал се жени за португалската принцеса Беренгария.